# Next Time
Next Time je rock duo iz Skopja, Sjeverna Makedonija. Članovi dua su blizanci Martin i Stefan Filipovski. Stefan je glavni pjevač, a Martin svira gitaru i pjeva vokale. Godine 2009. su predstavljali Sjevernu Makedoniju na Euroviziji s pjesmom Nešto što ke ostane. 

## Diskografija

### Albumi
- Next Time (2008.)

### Singlovi
- "Ne Veruvam Vo Tebe"
- "Me Mislish Li?"
- "Me Ostavi Sam Da Zhiveam"
- "Bez Tebe Tivko Umiram"
- "Nešto što ke ostane"
- "The Sweetest Thing That Will Remain"[1]